# Innocent Mdledle
Innocent Thembinkosi Mdledle (Matatiele, Sudáfrica, 12 de noviembre de 1985) es un futbolista internacional sudafricano. Juega de defensa y su equipo actual es el SuperSport United de Sudáfrica.

## Trayectoria
Innocent Mdledle, que actúa de lateral izquierdo, empezó su carrera profesional en el Witbank Spurs.
En 2005 fichó por el Orlando Pirates, club con el que debut en la Premier Soccer League. En la temporada 2006-07 realizó un gran trabajo y fue elegido mejor jugador del equipo.
En 2009 firmó un contrato con su actual club, el Mamelodi Sundowns.

## Selección nacional
Ha sido internacional con la Selección de fútbol de Sudáfrica en 7 ocasiones. Su debut con la camiseta nacional se produjo el 26 de mayo de 2007 en el partido de la Copa COSAFA Malaui 0-0 Sudáfrica. Su selección acabó ganando ese torneo.
Fue convocado para la Copa FIFA Confederaciones 2009 en sustitución de su compatriota Nasief Morris, apartado del equipo por mala actitud. Innocent Mdledle no disputó ningún encuentro en esa competición, ya que Tsepo Masilela se hizo con el puesto de titular en todos los partidos.

## Clubes
| Club                            | País      | Año       |
| ------------------------------- | --------- | --------- |
| Witbank Spurs Football Club     | Sudáfrica | ?-2005    |
| Orlando Pirates Football Club   | Sudáfrica | 2005-2009 |
| Mamelodi Sundowns Football Club | Sudáfrica | 2009-2012 |
| SuperSport United               | Sudáfrica | 2012-2014 |
| Mpumalanga Black Aces FC        | Sudáfrica | 2014      |

## Palmarés
- 1 Copa COSAFA (Selección sudafricana, 2007)